# Champagne Basket
Maillots
Actualités
Le Champagne Basket est un club français de basket-ball évoluant en deuxième division du championnat de France, basé à Châlons-en-Champagne et Reims.

## Historique
Créé en juin 2010, le Champagne Châlons Reims Basket, ou « CCRB », est né du rapprochement entre les deux clubs professionnels de basket marnais de l'ESPE Basket Châlons-en-Champagne et du Reims Champagne Basket à la suite de la montée du RCB de Nationale 1 en Pro B .
Lors de la saison 2011-2012, Châlons-Reims fait une belle saison en se classant 3e de Pro B avec une victoire de prestige sur le parquet mythique de Beaublanc face au Limoges CSP (82 à 77).
Le club atteindra les demi-finales des Playoffs où il sera battu par Boulazac.
Au terme de la saison 2012-2013, le CCRB termine à la troisième place et devient vice-champion de France de Pro B en s'inclinant en finale des Playoffs face à Antibes.
L'année suivante, après avoir été en tête du championnat pendant près de la moitié de la saison régulière, l'équipe est éliminée au stade des 1/2 finales. Cependant, elle fait partie des favorites pour obtenir une des deux wild-cards promises pour l'accession en Pro A, saison 2014-15, et l'obtient début juin, malgré la nécessité d'investir dans une nouvelle salle rapidement selon la LNB.
Lors de la saison 2014-2015, Châlons-Reims finit à la 12e place de la saison régulière, à une victoire des Playoffs. Mark Payne est élu parmi les 5 meilleurs joueurs du championnat.
En 2020, les clubs Champagne Châlons Reims Basket et Reims Basket Féminin s'unissent sous un nouveau nom, le Champagne Basket.
Depuis 2012, l'animateur et speaker du Champagne Basket était Bruno Denuet, remplacé depuis la saison 2023-2024 par Hugo Mazzilli.

## Structures
Le CCRB jouait en alternance à Reims au Complexe René-Tys (2 781 places) et à Châlons-en-Champagne au Palais des sports Pierre-de-Coubertin (2 791 places).
La Reims Arena est la nouvelle salle du club depuis décembre 2022.
Pour la saison 2024-2025, le Champagne Basket joue 11 matchs de sa saison régulière à Châlons-en-Champagne au Palais des sports Pierre-de-Coubertin et 8 à Reims à la Reims Arena.

## Identité

### Logos

Ancien logo du Champagne Châlons Reims Basket.
Logo depuis 2020.

## Personnalités du club

### Entraîneurs successifs
| Nom              | Pays       | Période     | Bilan       |
| ---------------- | ---------- | ----------- | ----------- |
| Nikola Antić     | Monténégro | 2010 - 2017 | 144V - 119D |
| Cédric Heitz     | France     | 2017 - 2022 | 70V - 105D  |
| Thomas Andrieux  | France     | 2022 - 2024 | 60V - 39D   |
| Vincent Dumestre | France     | depuis 2024 |             |

## Records

### Par catégorie
| #  | Nom du joueur    | Pays       | Points |
| -- | ---------------- | ---------- | ------ |
| 1  | Michel Morandais | France     | 1312   |
| 2  | Rodrigue Mels    | France     | 1055   |
| 3  | Bryan Mullins    | États-Unis | 982    |
| 4  | Chris Daniels    | États-Unis | 970    |
| 5  | Alex Young       | États-Unis | 962    |
| 6  | Gary Chathuant   | France     | 770    |
| 7  | Kevin Joss-Rauze | France     | 754    |
| 8  | Mark Payne       | États-Unis | 753    |
| 9  | Ron Slay         | États-Unis | 749    |
| 10 | Blake Schilb     | États-Unis | 708    |

| #  | Nom du joueur    | Pays       | Rebonds |
| -- | ---------------- | ---------- | ------- |
| 1  | Chris Daniels    | États-Unis | 667     |
| 2  | Michel Morandais | France     | 462     |
| 3  | Gani Lawal       | Nigeria    | 351     |
| 4  | Yannis Morin     | France     | 325     |
| 5  | Darryl Watkins   | États-Unis | 264     |
| 6  | Justin Burrell   | États-Unis | 290     |
| 7  | Gary Chathuant   | France     | 287     |
| 8  | Drew Gordon      | États-Unis | 287     |
| 9  | Gary Florimont   | France     | 282     |
| 10 | John Turek       | États-Unis | 277     |

| #  | Nom du joueur      | Pays               | Passes |
| -- | ------------------ | ------------------ | ------ |
| 1  | Bryan Mullins      | États-Unis         | 551    |
| 2  | Jessie Begarin     | France             | 257    |
| 3  | Blake Schilb       | États-Unis         | 226    |
| 4  | Muhamed Pašalić    | Bosnie-Herzégovine | 213    |
| 4  | Mark Payne         | États-Unis         | 213    |
| 6  | Michel Morandais   | France             | 203    |
| 7  | Rodrigue Mels      | France             | 200    |
| 8  | Martin Hermannsson | Islande            | 194    |
| 9  | Mickey McConnell   | États-Unis         | 192    |
| 10 | Kevin Joss-Rauze   | France             | 182    |